# Amina Dahbour
Amina Dahbour (àrab: أمينة دحبور, Amīna Daḥbūr) (Kafr 'Ana, prop de Tel-Aviv, 1945) és una activista política palestina, membre del Front Popular per a l'Alliberament de Palestina (FPAP). Se la considera com una de figures femenines més rellevants de la lluita per a l'alliberament de Palestina.

## Biografia

### Orígens
Dahbour nasqué a la localitat de Kafr 'Ana, a 15 quilòmetres de Tel-Aviv, en el bressol d'una família palestina emigrada l'any 1947 de la ciutat d'Ascaló. S'uní ràpidament a la militància, entrenant dones en l'ús de les armes i en la fabricació de granades de mà.

### Atac al vol El Al 432
Després de perpetrar l'atac al vol El Al 432 quan tenia 26 anys, se la considera com la primera dona en participar en operacions palestines d'atac a avions comercials. El 18 de febrer de 1969 s'uní a tres companys més de l'FPAP (Muhammad Abu al-Hajjaj, Ibrahim Yousef i Abdel Mohsen Hassan) en l'atac al vol El Al 432, quan l'avió Boeing 720 que cobria la línia entre Amsterdam i Tel-Aviv estava a punt d'enlairar-se de l'aeroport de Zuric amb 17 passatgers i 11 membres de cabina. L'atac fou frustrat per Mordokhai Rahamim, un guàrdia de seguretat israelià i antic membre de la unitat d'elit del Sayeret Matkal, que aconseguí abatre a Abdel Mohsen Hassan disparant trets de pistola. i precipità la intervenció de la policia suïssa. Malgrat que tots foren detinguts, l'agent israelià fou deixat en llibertat sota fiança. El judici, iniciat el 28 de novembre de 1969, finalitzà amb l'absolució de Rahamim i la sentència a llargues condemnes dels tres integrants supervivents.

### Alliberament i activitat
Un any després, al setembre de 1970, les autoritats suïsses alliberaren els tres palestins després que, el 6 de setembre, l'FPAP segrestés un vol de Swissair i exigís la seva posada en llibertat, en el que es coneix com els segrestos de Dawson Fields. Una de les seves darreres aparicions públiques mediàticament notòries fou a l'enterrament del president egipci Gamal Abdel Nasser, després que morís sobtadament d'un infart miocardíac als 52 anys. En aquell sepeli aparegué, juntament amb Leila Khaled, vestides de negre i ulleres de sol, portant una corona de flors.
L'any 2007 aparegué, juntament amb d'altres sis guerrilleres palestines de la dècada de 1970, com ara Rashida Obeida, Leila Khaled o Theresa Halsa, al documental Tell Your Tale, Little Bird. El llargmetratge, enregistrat l'any 1993 per la directora libanesa Arab Loutfi, exposa com aquestes dones esdevingueren icones de la lluita del poble palestí a través de les seves històries, narrades en primera persona i en format entrevista.